# Bhalil
Bhalil (arabiska: البهاليل) är en stad i Marocko. Den ligger i provinsen Sefrou och regionen Fès-Meknès, 180 km öster om huvudstaden Rabat. Antalet invånare var 12 997 vid folkräkningen 2014.